# Hugo Guillermo Chávez
Hugo Guillermo Chávez Fernández (Veracruz, 16 ottobre 1976) è un allenatore di calcio ed ex calciatore messicano, di ruolo difensore.